# Sonia Point
Der Sonia Point (französisch Pointe Sonia) ist eine Landspitze an der Danco-Küste des Grahamlands auf der Antarktischen Halbinsel. Sie liegt 10 km westlich des Rahir Point und markiert am Südufer der Flandernbucht die westliche Begrenzung der Einfahrt zur Lauzanne Cove.
Teilnehmer der Vierten Französischen Antarktisexpedition (1903–1905) unter der Leitung des Polarforschers Jean-Baptiste Charcot nahmen die erste Kartierung vor. Charcot benannte die Landspitze nach Sonia Bunau-Varilla (geborene Brunhoff), einer Sponsorin der Forschungsreise. Das UK Antarctic Place-Names Committee übertrug die französische Benennung am 23. September 1960 ins Englische.